# Unione Sportiva Cremonese 1953-1954
Questa pagina raccoglie le informazioni riguardanti l'Unione Sportiva Cremonese nelle competizioni ufficiali della stagione 1953-1954.

## Stagione
Nella stagione 1953-1954 la Cremonese ha disputato il campionato di IV Serie, girone C vincendolo; ha poi vinto il girone finale a sei ed è stata promossa con il Bolzano in Serie C, dopo averlo battuto (3-1) nello spareggio per il primo posto ufficiale, il 13 giugno 1954. Al secondo tentativo la Cremonese vince il torneo di Serie D e ritorna in Serie C. Si parte con tre pareggi e poi una lunga rincorsa per raggiungere il girone finale e la promozione. In panchina per la terza stagione consecutiva Ercole Bodini. Ceduti Ivanoe Nolli al Bologna, Attilio Ravani al Brescia, Gianni Dotti al Mantova. Arrivano in grigiorosso Gianni Fermi dal Milan e Severino Lojodice dal Fanfulla di Lodi. Notevole il contributo in reti (20) di Guerrino Rossi.

## Rosa
| N. |                   | Ruolo | Calciatore          |
| -- | ----------------- | ----- | ------------------- |
|    | Italia (bandiera) | A     | Giuseppe Aliprandi  |
|    | Italia (bandiera) | C     | Ermanno Alloni      |
|    | Italia (bandiera) | D     | Alessandro Alquati  |
|    | Italia (bandiera) | D     | Eugenio Bergonzi    |
|    | Italia (bandiera) | C     | Luigi Bicicli       |
|    | Italia (bandiera) | D     | Giampiero Bodini    |
|    | Italia (bandiera) | C     | Fausto Braga        |
|    | Italia (bandiera) | C     | Gastone Cannarezza  |
|    | Italia (bandiera) | A     | Giancarlo Colombini |
|    | Italia (bandiera) | A     | Gianni Fermi        |

| N. |                   | Ruolo | Calciatore            |
| -- | ----------------- | ----- | --------------------- |
|    | Italia (bandiera) | P     | Mario Ghisolfi        |
|    | Italia (bandiera) | C     | Severino Lojodice     |
|    | Italia (bandiera) | D     | Giacomo Losi          |
|    | Italia (bandiera) | C     | Fausto Monteverdi     |
|    | Italia (bandiera) | P     | Ferdinando Monticelli |
|    | Italia (bandiera) | A     | Guerrino Rossi        |
|    | Italia (bandiera) | C     | Umberto Villani       |
|    | Italia (bandiera) | C     | Franco Zaglio         |
|    | Italia (bandiera) | A     | Teodoro Zanini        |
|    | Italia (bandiera) | D     | Achille Zeglioli      |

## Risultati

### Girone di andata
| Legnago 27 settembre 1953 1ª giornata | Legnago          | 0 – 0 | Cremonese | Campo Comunale\| Arbitro: \| Pastecchi (Pisa) \| |
| Arbitro:                              | Pastecchi (Pisa) |       |           |                                                  |

| Arbitro: | Genel (Trieste) |

|           |           |            |
| Fermi 20’ | Marcatori | 29’ Ongaro |

| Ponte San Pietro 13 ottobre 1953 3ª giornata | Ponte San Pietro      | 0 – 0 | Cremonese | Stadio Matteo Legler\| Arbitro: \| De Magistris (Torino) \| |
| Arbitro:                                     | De Magistris (Torino) |       |           |                                                             |

| Arbitro: | Casagli (Firenze) |

|                        |           |                |
| Losi 1’ Cannarezza 81’ | Marcatori | 17’ Zamberlini |

| Arbitro: | Babini (Ravenna) |

|                          |           |  |
| Sgarbi 12’ Sandukcic 58’ | Marcatori |  |

| Arbitro: | Prada (Torino) |

|                         |           |             |
| Aliprandi 22’ Rossi 48’ | Marcatori | 88’ Lanzoni |

| Arbitro: | Gay (Asti) |

|  |           |              |
|  | Marcatori | 78’ Lojodice |

| Arbitro: | Orlandi (Torino) |

|           |           |  |
| Fermi 16’ | Marcatori |  |

| Arbitro: | Luparia (Vercelli) |

|                             |           |                      |
| Martinelli 23’ Servalli 33’ | Marcatori | 74’ Bodini 84’ Rossi |

| Arbitro: | Natalini (Ancona) |

|                         |           |  |
| Rossi 16’ Colombini 44’ | Marcatori |  |

| Arbitro: | Leita (Udine) |

|            |           |           |
| Bergomi 1’ | Marcatori | 66’ Rossi |

| Arbitro: | Bellotto (Pordenone) |

|                            |           |  |
| Aliprandi 55’ Lojodice 60’ | Marcatori |  |

| Arbitro: | Bizzarri (Milano) |

|                                       |           |                                   |
| Losi 16’ (aut.) Longoturri 57’ (rig.) | Marcatori | 23’ Lojodice 64’ Rossi 90’ Bodini |

| Arbitro: | Scarpa (Genova) |

|                                      |           |  |
| Callegarini 13’ (aut.) Aliprandi 35’ | Marcatori |  |

| Cremona 3 gennaio 1954 15ª giornata | Cremonese       | 0 – 0 | Marzotto Manerbio | Stadio Giovanni Zini\| Arbitro: \| Marazia (Cuneo) \| |
| Arbitro:                            | Marazia (Cuneo) |       |                   |                                                       |

### Girone di ritorno
| Arbitro: | Ubezio (Novara) |

|                   |           |  |
| Bodini 25’ (rig.) | Marcatori |  |

| Arbitro: | Bellotto (Pordenone) |

|           |           |                   |
| Tinti 22’ | Marcatori | 84’ (rig.) Bodini |

| Arbitro: | Isidori (Pesaro) |

|                   |           |                                 |
| Lojodice 27’, 67’ | Marcatori | 17’ Mologni 83’ (aut.) Zeglioli |

| Arbitro: | Bertotto (Venezia) |

|  |           |                                |
|  | Marcatori | 42’ (rig.) Rossi 77’ Colombini |

| Arbitro: | Basciu (Genova) |

|                              |           |  |
| Rossi 59’, 86’ Aliprandi 83’ | Marcatori |  |

| Arbitro: | Pastechi (Pisa) |

|               |           |                                   |
| Buzzinati 31’ | Marcatori | 20’ Rossi 38’ Fermi 56’ Aliprandi |

| Arbitro: | Pegolo (Sacile) |

|                             |           |          |
| Rossi 24’ Lojodice 70’, 88’ | Marcatori | 61’ Tosi |

| Arbitro: | De Magistris (Torino) |

|  |           |                |
|  | Marcatori | 39’ Monteverdi |

| Arbitro: | Righetti (Torino) |

|                                        |           |  |
| Rossi 16’, 60’, 63’, 66’ Aliprandi 71’ | Marcatori |  |

| Fidenza 14 marzo 1954 25ª giornata | Fidenza       | 0 – 0 | Cremonese | Stadio Comunale\| Arbitro: \| Tovani (Pisa) \| |
| Arbitro:                           | Tovani (Pisa) |       |           |                                                |

| Arbitro: | Revello (Oneglia) |

|                                  |           |            |
| Fermi 1’ Rossi 14’ Aliprandi 15’ | Marcatori | 85’ Casali |

| Arbitro: | Basciu (Genova) |

|  |           |                              |
|  | Marcatori | 61’, 66’ Rossi 88’ Aliprandi |

| Arbitro: | Fiore (Torino) |

|                             |           |  |
| Lojodice 40’, 68’ Rossi 69’ | Marcatori |  |

| Arbitro: | Ubezio (Novara) |

|                                           |           |  |
| Zorzan 6’ Cavallari 14’ Colman 72’ (rig.) | Marcatori |  |

| Arbitro: | Bellotto (Pordenone) |

|                                        |           |             |
| Doninelli 42’ Grazioli 72’ Perotti 82’ | Marcatori | 24’ Bicicli |

### Girone Finale
| Arbitro: | Maiorana (Messina) |

|                    |           |  |
| Aliprandi 70’, 74’ | Marcatori |  |

| Arbitro: | De Robbio (Torre Annunziata) |

|                   |           |                              |
| D'Adda 29’ (rig.) | Marcatori | 38’ Rossi 68’, 69’ Aliprandi |

| Aosta 16 maggio 1954 3ª giornata | Aosta             | 0 – 0 | Cremonese | Stadio Mario Puchoz\| Arbitro: \| Bartolomei (Roma) \| |
| Arbitro:                         | Bartolomei (Roma) |       |           |                                                        |

| Arbitro: | Annoscia (Bari) |

|                  |           |  |
| Leoni 37’ (rig.) | Marcatori |  |

| Arbitro: | De Robbio (Torre Annunziata) |

|                          |           |              |
| Rossi 46’ Monteverdi 89’ | Marcatori | 24’ Donzelli |

| Arbitro: | Angelini (Firenze) |

|           |           |                                  |
| Fermi 69’ | Marcatori | 5’ Viarengo 28’ (rig.) Padulazzi |

### Spareggio per primo posto
| Arbitro: | Gazzano (Genova) |

|                                          |           |          |
| Bodini 37’ (rig.) Fermi 41’ Lojodice 62’ | Marcatori | 3’ Leoni |